# Джером (Арканзас)
Джером (англ. Jerome) — місто (англ. town) в США, в окрузі Дру штату Арканзас. Населення — 24 особи (2020).

## Географія
Джером розташований на висоті 39 метрів над рівнем моря за координатами 33°23′52″ пн. ш. 91°28′13″ зх. д. / 33.39778° пн. ш. 91.47028° зх. д. (33.397915, -91.470406).  За даними Бюро перепису населення США в 2010 році місто мало площу 0,43 км², уся площа — суходіл. В 2017 році площа становила 0,26 км², уся площа — суходіл.

## Демографія
Згідно з переписом 2010 року, у місті мешкало 39 осіб у 14 домогосподарствах у складі 11 родини. Густота населення становила 90 осіб/км².  Було 19 помешкань (44/км²). 
Расовий склад населення:
| - 64,1 % — білих - 35,9 % — осіб інших рас |

До двох чи більше рас належало 0,0 %. Іспаномовні складали 35,9 % від усіх жителів.
За віковим діапазоном населення розподілялося таким чином: 20,5 % — особи молодші 18 років, 71,8 % — особи у віці 18—64 років, 7,7 % — особи у віці 65 років та старші. Медіана віку мешканця становила 44,5 року. На 100 осіб жіночої статі у місті припадало 77,3 чоловіків;  на 100 жінок у віці від 18 років та старших — 106,7 чоловіків також старших 18 років.
Медіана доходів становила 32 000 доларів для чоловіків та 55 625 доларів для жінок. За межею бідності перебувало 4,1 % осіб, у тому числі 9,1 % дітей у віці до 18 років та 0,0 % осіб у віці 65 років та старших.
Цивільне працевлаштоване населення становило 27 осіб. Основні галузі зайнятості: освіта, охорона здоров'я та соціальна допомога — 40,7 %, сільське господарство, лісництво, риболовля — 37,0 %, роздрібна торгівля — 11,1 %, виробництво — 11,1 %.
За даними перепису населення 2000 року в Джеромі мешкало 46 осіб, 16 сімей, налічувалося 18 домашніх господарств і 20 житлових будинків. Середня густота населення становила близько 92 осіб на один квадратний кілометр. Расовий склад Джерома за даними перепису розподілився таким чином: 76,09 % білих, 6,52 % — чорних або афроамериканців, 17,39 % — інших народів. Іспаномовні склали 17,39 % від усіх жителів містечка.
З 18 домашніх господарств в 33,3 % — виховували дітей віком до 18 років, 72,2 % представляли собою подружні пари, які спільно проживали, в 5,6 % сімей жінки проживали без чоловіків, 11,1 % не мали сімей. 11,1 % від загального числа сімей на момент перепису жили самостійно, при цьому 5,6 % склали самотні літні люди у віці 65 років та старше. Середній розмір домашнього господарства склав 2,56 особи, а середній розмір родини — 2,69 особи.
Населення містечка за віковим діапазоном за даними перепису 2000 року розподілилося таким чином: 17,4 % — жителі молодше 18 років, 6,5 % — між 18 і 24 роками, 28,3 % — від 25 до 44 років, 28,3 % — від 45 до 64 років і 19,6 % — у віці 65 років та старше. Середній вік мешканця склав 44 роки. На кожні 100 жінок в Джеромі припадало 109,1 чоловіків, у віці від 18 років та старше — 100,0 чоловіків також старше 18 років.
Середній дохід на одне домашнє господарство в містечкі склав 29 167 доларів США, а середній дохід на одну сім'ю — 29 167 доларів. При цьому чоловіки мали середній дохід в 18 333 долара США на рік проти 28 125 доларів середньорічного доходу у жінок. Дохід на душу населення в містечкі склав 11 707 доларів на рік. Всі родини Джерома мали дохід, що перевищує рівень бідності.